# Burgruine Treuenstein
Die Burgruine Treuenstein (auch Troyenstein oder Trojenstein) ist der Überrest einer im 13. Jahrhundert erbauten Burg. Sie erhebt sich am Nordrand der Stadt Bozen, im Stadtteil Gries, unmittelbar am Fagenbach an der neuen Landesstraße (bzw. dem alten, über den Ansitz Rundenstein und St. Georgen führenden Höhenweg) nach Jenesien sowie nahe dem Ausgang des Sarntals gelegen. 
Komplett erhalten ist nur noch der sehr schlanke, hohe Rundturm, der sogenannte Gscheibte Turm, der bereits 1497 in einer Wasserschutzverordnung König Maximilians I. als „zum Scheyblingen thurn“ urkundlich bezeugt ist. Der Rundturm mit nur etwa drei Meter Innendurchmesser wird von Schwalbenschwanzzinnen gekrönt und war nicht langfristig bewohnbar. Der rundbogige Hocheinstieg befindet sich in etwa acht Metern Höhe. Ansonsten sind nur die dem Hl. Oswald geweihte Burgkapelle (mit einem Bildnis der Kummernuss) und Reste der ehemaligen Ringmauer von der ursprünglichen Anlage erhalten. Erbaut wurde die Burg durch die Herren von Treuenstein, die mit Konrad von Treuenstein urkundlich 1231 erstmals erwähnt werden und zum Geschlecht der Severs-Walbenstein aus der Ministerialität der Grafen von Eppan oder der Bischöfe von Trient zählen; auf sie folgten die jüngeren Treuenstein(er), die aus der Deszendenz des Bozner Bürgers Lantfried stammen. Ein Mitglied dieser Familie, Erhart Treuensteiner, widmete 1426 der Oswaldkapelle ein auf Pergament geschriebenes Graduale-Kyriale-Antiphonar, das sich heute unter den Beständen des Kapuzinerklosters Brixen befindet. 1565 wurde die Burg Cyriak von Troyer-Gießbach als Lehen überlassen.
Der etwas unterhalb des Bergfrieds befindliche Ansitz in neogotischen Bauformen des Tudorstils ist ein 1862 nach Plänen von Sebastian Altmann entstandener Umbau eines alten, zur Anlage gehörenden Gehöfts. Das Ensemble wurde 1929 von der Bozner Familie Mayr erworben und befindet sich seither im Familienbesitz Mayr-Drechsel. Unterhalb des Ansitzes befindet sich die Villa Fortuna, Geburtsort des Schriftstellers Franz Tumler.
Oberhalb von Treuenstein befand sich seit der Zeit um 1700 eine vom Bozner Hilarion Maier begründete Einsiedelei; 1706 durch einen Brand zerstört, ließ sie Franz Anton Graf Troyer neu erbauen und im selben Jahr auch ein Kirchlein zu Ehren des Hl. Kreuzes und der Maria Magdalena durch den Trienter Bischof weihen. Die Anlage verfiel nach ihrer Säkularisation 1788 allmählich, so dass heute nur noch Mauerreste davon zeugen.

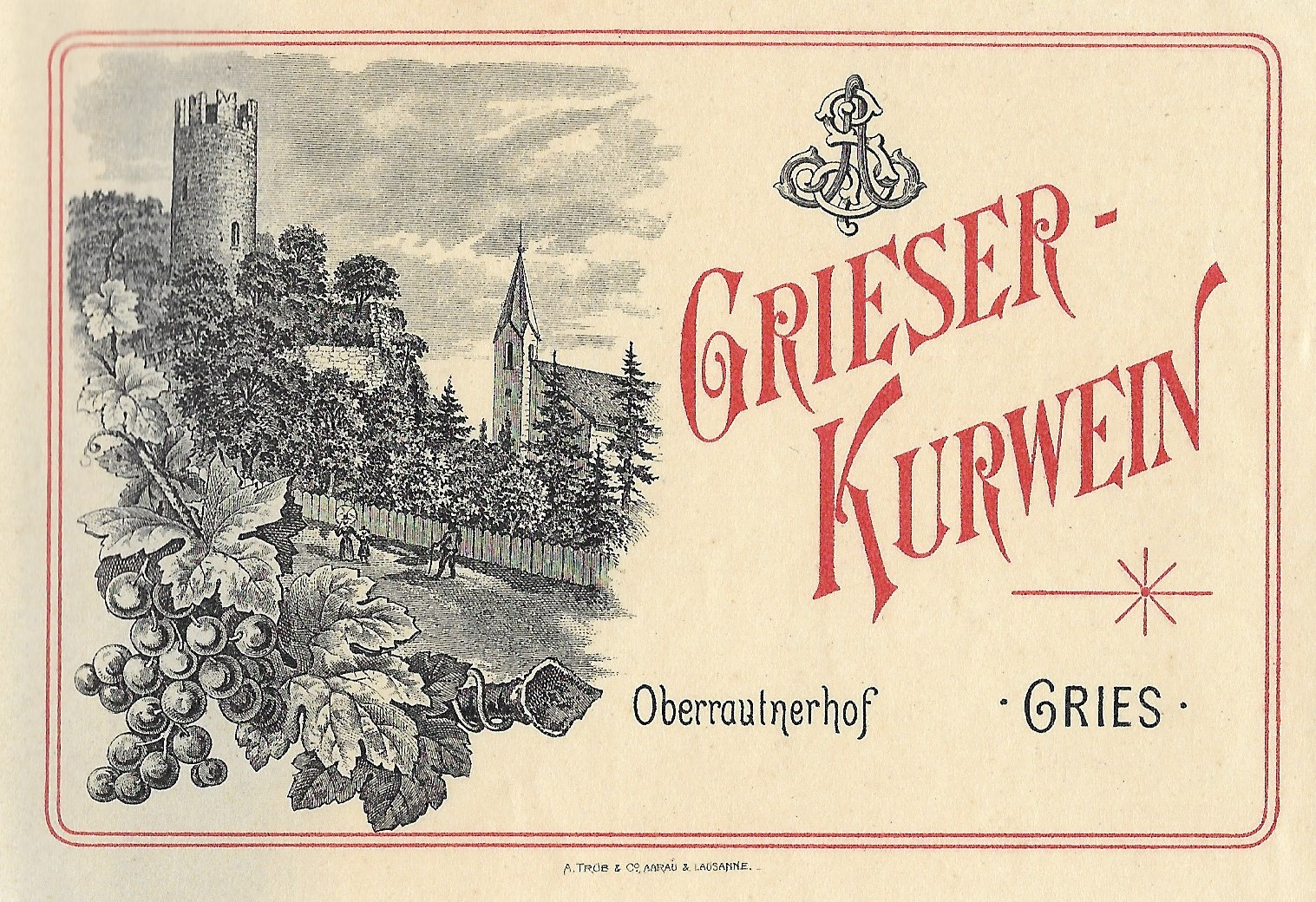
Weinetikett des Grieser Kurweins von ca. 1910 mit einer lithographierten Darstellung von Treuenstein und der Oswaldkapelle (A. Trüb, Aarau-Lausanne)

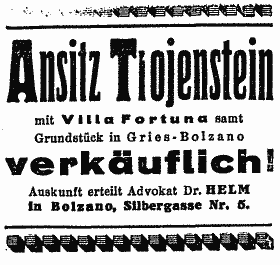
Verkaufsannonce für Treuenstein und die darunter gelegene Villa Fortuna, Dolomiten vom 26. Juni 1929